# 仙台トンネル

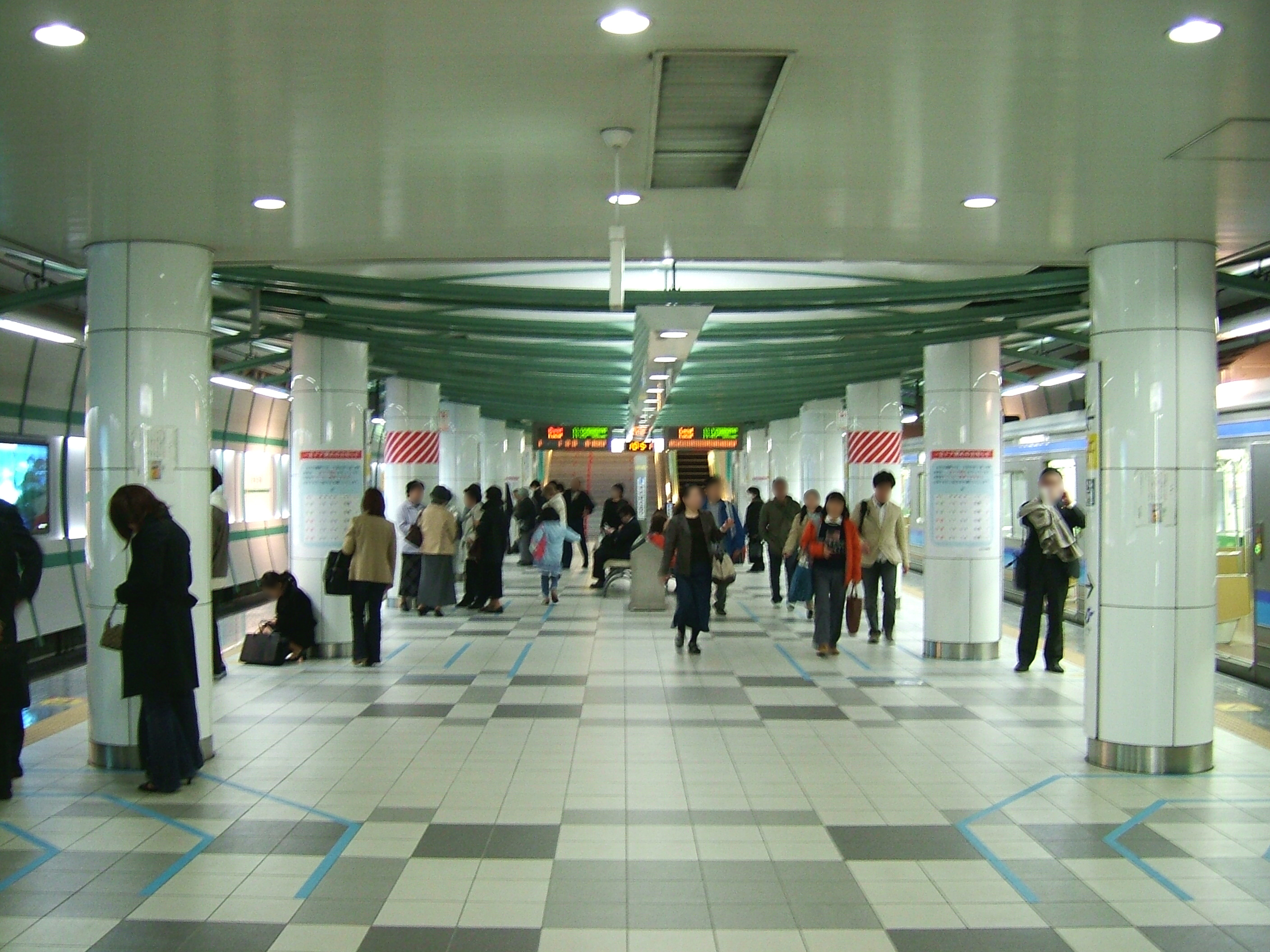
あおば通駅構内（2007年3月）。仙台トンネルの西端にある。

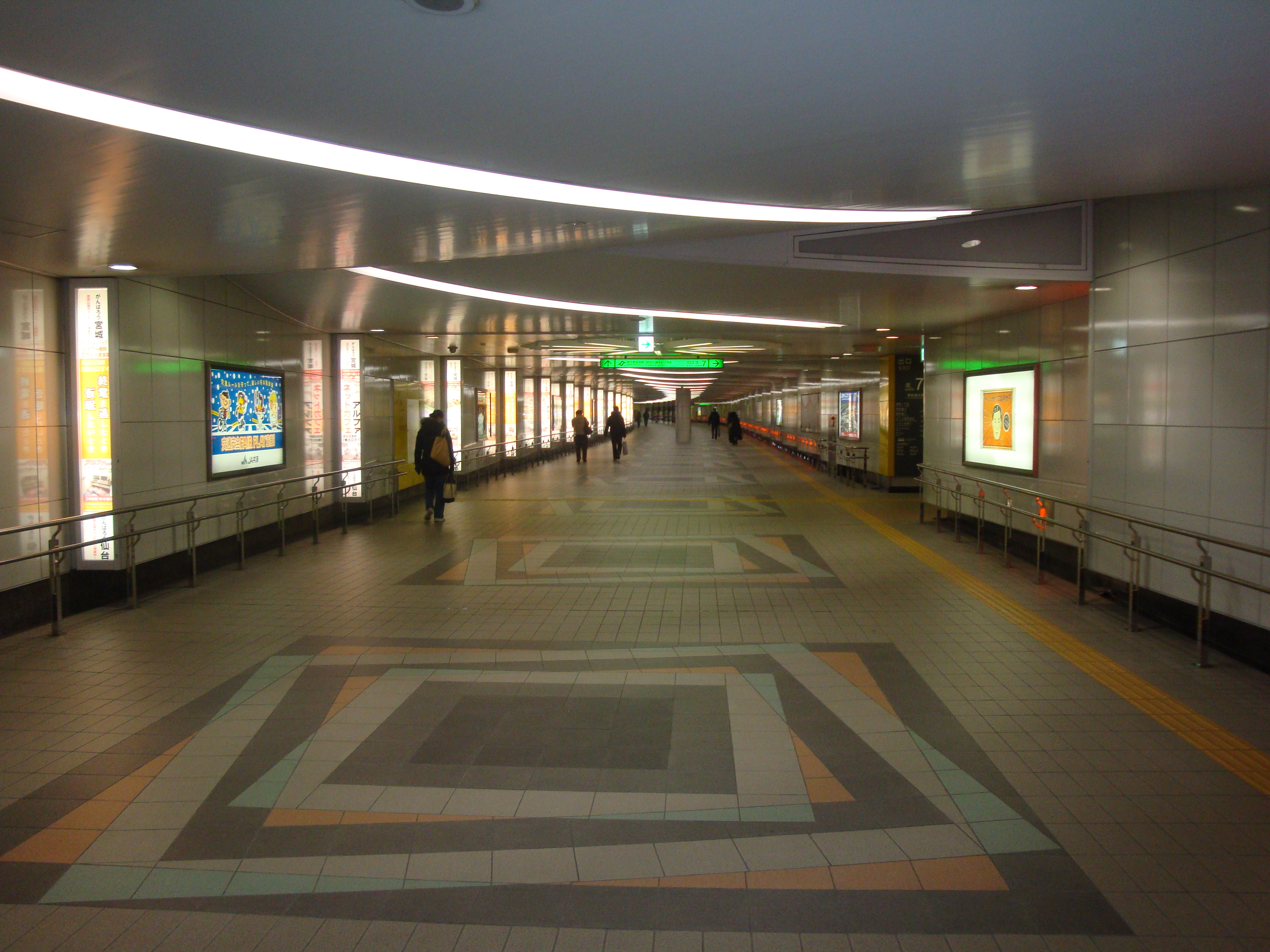
あおば通駅 - 仙台駅間に並行する「仙台駅東西地下自由通路」（2012年2月）

仙台トンネル（せんだいトンネル）は、宮城県仙台市にある鉄道用のトンネルである。東日本旅客鉄道（JR東日本）仙石線のあおば通駅 - 陸前原ノ町駅間3.2キロメートル（Google マップ）とその前後に及ぶ仙石線の地下線区間に当たる。あおば通駅 - 仙台駅間の新設を伴う「JR仙石線連続立体交差事業」において、仙台市都心部の地下を概ね東西方向に建設された。
事業期間は1981年度（昭和56年度）から2000年度（平成12年度）、総事業費は654億円。事業延長3,933メートルのうち、地下式3,530.5メートル、地表式（掘割式）402.5メートル。

## 連続立体交差事業の経緯

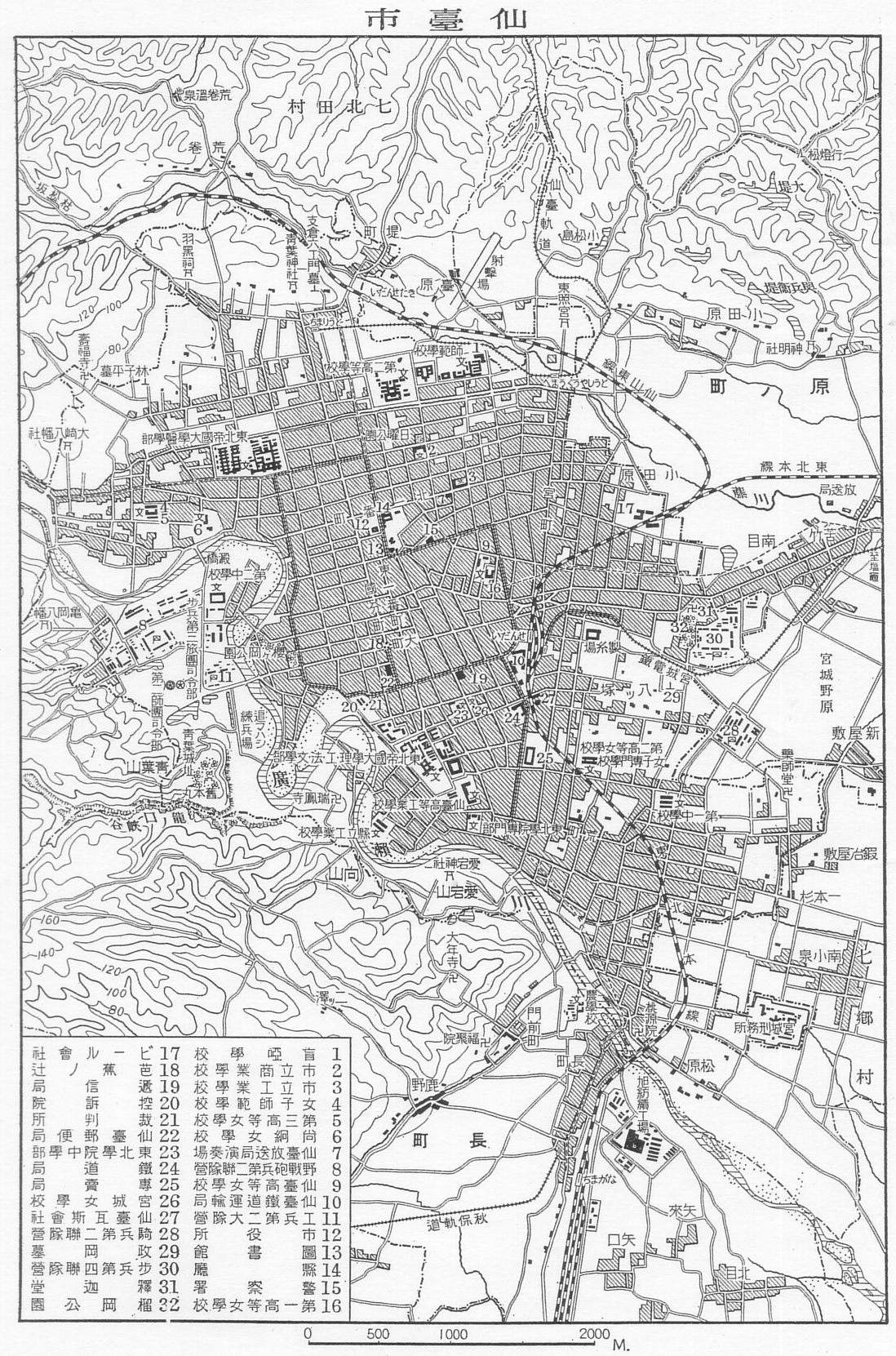
1927年（昭和2年）頃の仙台市および近郊地図。仙石線の前身である宮城電気鉄道の線形は、仙台駅から榴ヶ岡駅付近にかけて蛇行していた。

仙石線の前身である宮城電気鉄道の線路は、片倉製糸工場や榴ヶ岡の丘陵地を避けるように住宅密集地を蛇行していた。さらにそのカーブしたルート上に駅間距離を短く駅が設置されたため列車は高速走行できず、踏切の遮断時間は比較的長かった。列車の本数増とモータリゼーションの進展により踏切での交通渋滞は慢性化し、特に坂下交差点に隣接する太田見踏切は同交差点を市内屈指の渋滞地区にさせる一因とみなされ、地域住民のみならず仙台市の都心部に流入する仙台都市圏東部の住民全体の問題となっていった。
一方、仙台駅東側一帯（現在の榴岡地区）では、以下のような合計事業面積160ヘクタールを超える土地区画整理事業が行われており、事業区域内に仙石線の線路も含まれた。
| 事業名       | 面積 (ha) | 開始年              | 終了年                 | 総事業費 （億円） |
| ------------ | --------- | ------------------- | ---------------------- | ----------------- |
| 仙台駅東第二 | 45.3      | 1988年 （昭和63年） | 2020年予定 （令和2年） | 758.0             |
| 仙台駅東第一 | 55.8      | 1973年 （昭和48年） | 1996年 （平成8年）     | 273.1             |
| 新寺小路     | 60.4      | 1960年 （昭和35年） | 1989年 （平成元年）    | 073.7             |

そのため、仙台駅東第一土地区画整理事業の区域内を通る宮城野通などの地下に仙台トンネルを建設し（連続立体交差事業）、地上の軌道敷の跡は仙台駅東第二土地区画整理事業などで処理されることとなった。
1984年（昭和59年）7月27日、仙石線の（仮称）仙台駅（現在のあおば通駅に相当）から福田町駅までの7,730メートル（Google マップ）が「仙塩広域都市計画 都市高速鉄道 第2号」として都市計画決定し、1985年（昭和60年）に工事が始まった。1989年（平成元年）に仙台市が政令指定都市に移行したため、宮城県から市へ事業主体が移管された。高架駅である苦竹駅から東北本線貨物線の東側までは掘削式（半地下）で造られ、それより西側ではトンネルと地下駅が設置された。また、仙台駅西口側に延伸されたあおば通駅が仙台市地下鉄南北線の仙台駅と地下通路で接続された。
2000年（平成12年）に仙台トンネルは完成し、同年3月11日に仙石線が移設・開業。これによって仙石線にあった14の踏切が廃止された。線路の蛇行がなくなったことにより、表定速度が向上した。また、陸前原ノ町駅にあった仙石線の車両基地は宮城野電車区として福田町駅近くへ移転した。
この事業は「平成12年度街路事業コンクール大臣賞」、および「平成12年度土木学会賞技術賞」 を受賞した。

## トンネル内の駅一覧

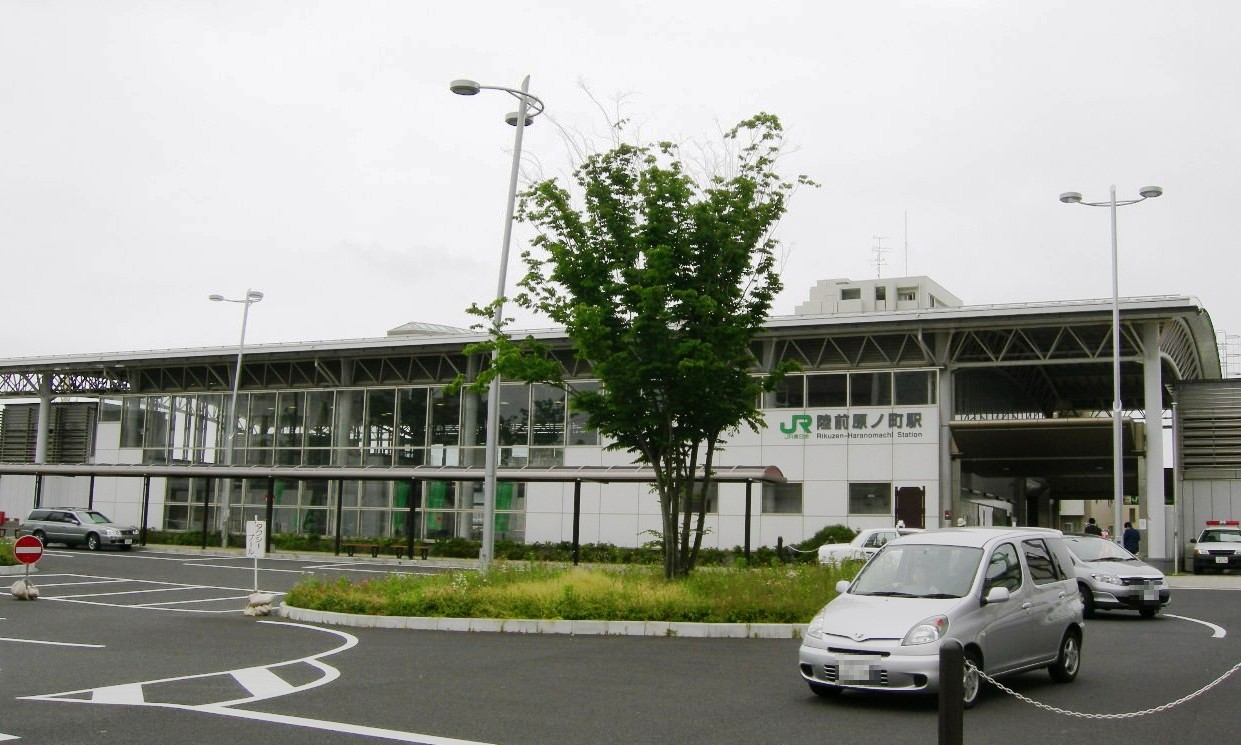
仙台トンネルの東端近くにある陸前原ノ町駅の駅舎。線路とプラットホームは地下にある。

| 駅名         | 接続路線 | 所在地          | 所在地          |
| 駅名         | 接続路線 | 現駅（地下）    | 旧駅（地上）    |
| ------------ | --- | --------------- | --------------- |
| あおば通駅   | 仙台市地下鉄： ■南北線、■東西線 | 青葉区中央3     | －              |
| 仙台駅       | 東日本旅客鉄道： 東北新幹線（・秋田新幹線）、 ■東北本線、■常磐線、■仙山線 、■仙石東北ライン 仙台空港鉄道： ■ 仙台空港アクセス線 仙台市地下鉄： ■東西線、■南北線 | 宮城野区榴岡1   | 宮城野区榴岡2   |
| 榴ケ岡駅     | | 宮城野区榴岡5   | 宮城野区宮城野1 |
| 宮城野原駅   | | 宮城野区宮城野2 | 宮城野区五輪1   |
| 陸前原ノ町駅 | | 宮城野区五輪2   | 宮城野区五輪2   |

## 廃止になった踏切

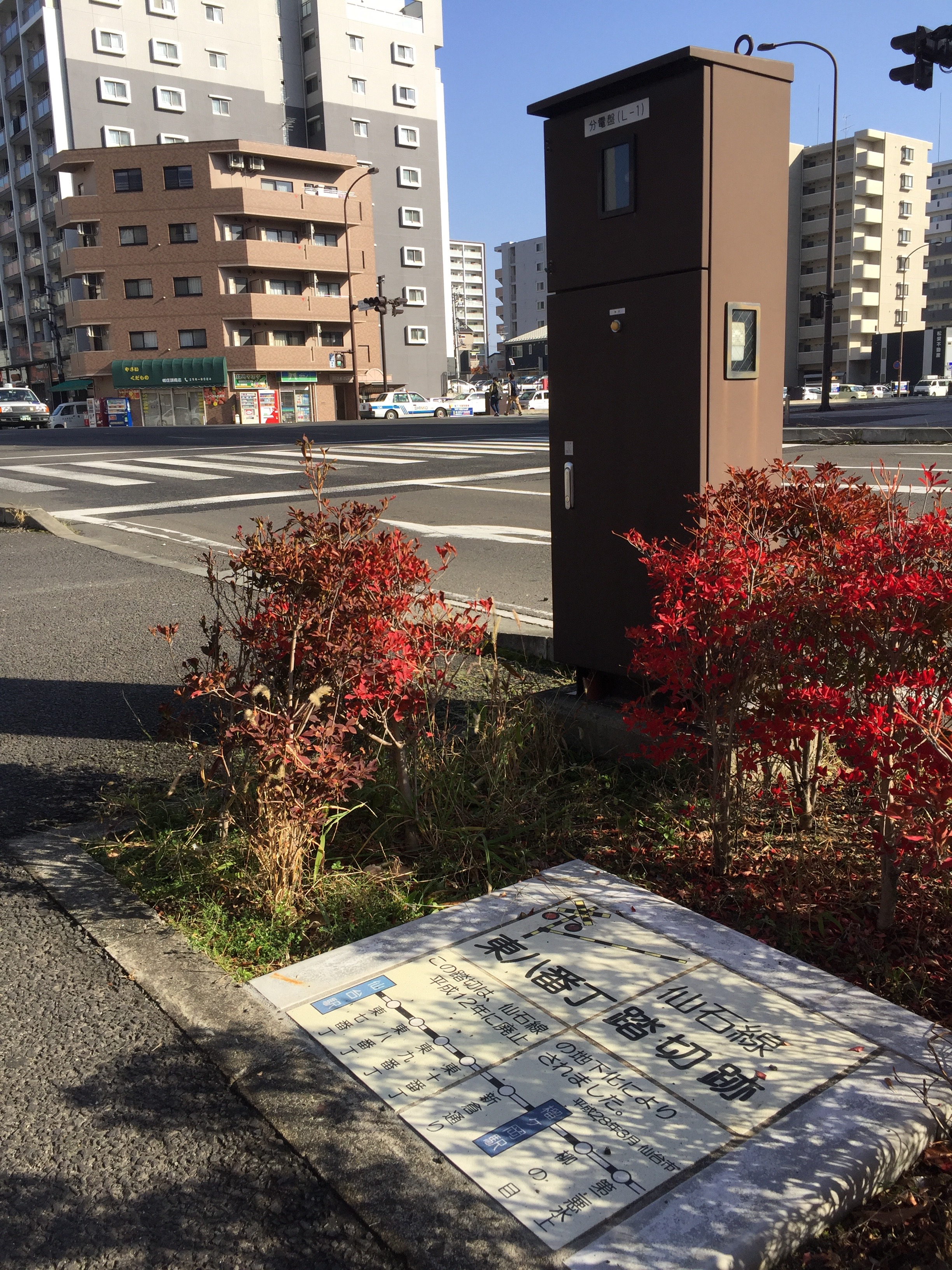
東八番丁踏切跡のプレート。

廃止になった踏切名を仙台駅側から以下に列挙する。
1. 東七番丁
2. 東八番丁
3. 東九番丁
4. 東十番丁
5. 新倉通り
6. 柳の目
7. 第二悪水上
8. 荒浜街道
9. 宮城野
10. 東街道
11. 下山通り
12. 鹿島通り
13. 宮城野町
14. 太田見